# Biophare

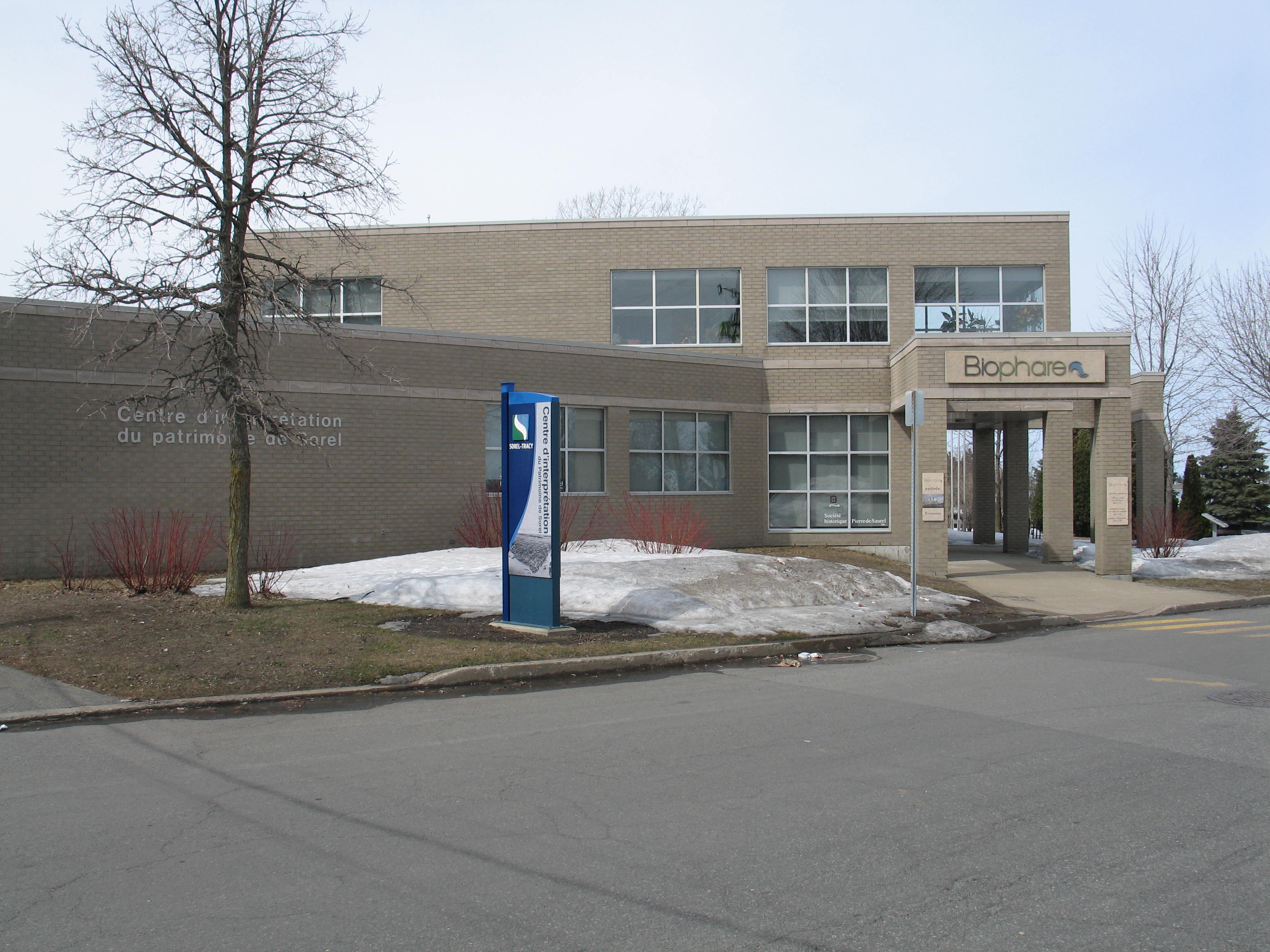
Le Biophare en mars 2013

Le Biophare est situé dans le parc Regard-sur-le-Fleuve à Sorel-Tracy au Québec.  Le Musée a été créé en 1995 par la Corporation soreloise du patrimoine régional. Sa mission consiste à mettre en valeur, à interpréter et à valoriser les composantes naturelles et humaines de la réserve de la biosphère du Lac-Saint-Pierre. 

## Le Musée et ses expositions
Le musée propose une exposition permanente, " L'observatoire du lac Saint-Pierre ", mettant en lumière les caractéristiques uniques et exceptionnelles de la réserve mondiale de la biosphère du Lac-Saint-Pierre : sa faune, sa flore, ses habitants, son histoire.
Le Musée a également produit 3 expositions virtuelles qui sont accessibles via le Web. Elles proposent aux internautes un voyage au cœur de la réserve mondiale de la biosphère et de son archipel.